# سام گرگان
سام گرگان (انگلیسی: Sam Gargan؛ زادهٔ ۲۴ ژانویهٔ ۱۹۸۹) بازیکن فوتبال اهل بریتانیا است.
از باشگاه‌هایی که در آن بازی کرده‌است می‌توان به باشگاه فوتبال ایست‌بورن بورو، باشگاه فوتبال وایت‌هاوک، باشگاه فوتبال ولینگ یونایتد، باشگاه فوتبال هاوانت و واترلوویل، باشگاه فوتبال ساتون یونایتد، باشگاه فوتبال برایتون اند هوو آلبیون، باشگاه فوتبال لوس، و باشگاه فوتبال وورتینگ اشاره کرد.